# Petrarchismo

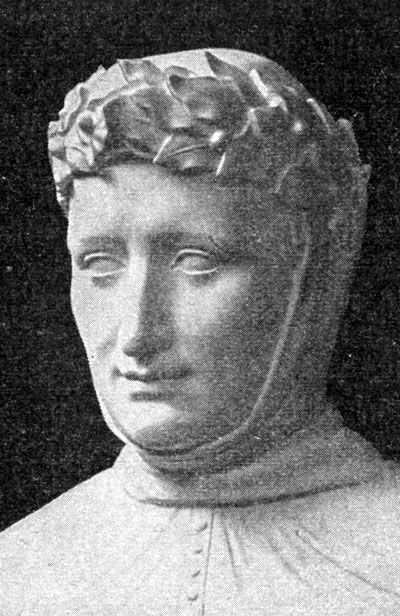
Francesco Petrarca

Il petrarchismo indica il fenomeno internazionale d'imitazione della poetica di Francesco Petrarca che interessò il basso Medioevo e la prima parte dell'età moderna.

## Descrizione
Il petrarchismo nasce già sul finire del Trecento, per assumere sempre maggiore importanza nel Quattrocento e soprattutto nel Cinquecento. È un fenomeno di diffusione europea, che si riscontra nella lirica inglese (per es., Thomas Wyatt, Henry Howard, conte di Surrey, Drummond e Shakespeare), francese (Ronsard e i poeti della Pléiade), catalana (Ausiàs March, Jordi de Sant Jordi) e anche spagnola (Góngora). Il petrarchismo, inoltre, è alla base della nascita della poesia dalmata, con i ragusei Džore Držić e Šiško Menčetić.
Con l'edizione del Canzoniere nel 1501, stampata presso Aldo Manuzio e curata da Pietro Bembo, l'ammirazione dei secoli precedenti per il Petrarca poeta latino si spostò sui suoi versi in italiano finché, in pochi anni, lo stesso Bembo proporrà il Petrarca «come modello di lingua poetica e di lirica volgare».
In Italia, il petrarchismo è nel Quattrocento piuttosto libero e vario, come attestano le poesie di Boiardo, Poliziano, Lorenzo il Magnifico. Nel Cinquecento, invece, si verifica una cristallizzazione e codificazione del modello petrarchesco, presentato come esempio perfetto nel quadro di una complessiva teorizzazione dei generi letterari, soprattutto grazie alle opere di Pietro Bembo, che fissò i canoni formali della poesia lirica e definì i principali caratteri del petrarchismo in due sue opere, Gli Asolani e le Prose della volgar lingua. La prima opera è un dialogo sull'amore platonico in tre libri, in cui sono inserite canzoni petrarcheggianti; il secondo scritto è anch'esso un dialogo ed esercitò un'influenza determinante sullo sviluppo della lingua italiana, segnatamente della lingua letteraria; in esso, Bembo individuò nella lingua del Petrarca il modello per la poesia e in quella del Boccaccio (in particolare della cornice del Decameron) la lingua della prosa d'arte.
Il petrarchismo vide accrescere l'importanza delle donne, che svolsero un ruolo fondamentale nella lirica cinquecentesca e diventarono il soggetto principale dei canzonieri d’amore. Tra le più note sono da citare Vittoria Colonna, Gaspara Stampa, Veronica Gambara, Veronica Franco, Tullia d'Aragona e Isabella di Morra, quest'ultima considerata dai critici una figura preromantica. Anche Michelangelo Buonarroti scrisse secondo i moduli espressivi petrarcheschi.
Sulle orme del Bembo, dunque, si sviluppò nel Cinquecento una lirica petrarchista "regolare" i cui valori formali, prettamente letterari, si strutturano secondo i temi della retorica classica, filtrati attraverso le originalità della poesia provenzale di cui Petrarca è spesso considerato interprete caratteristico se non unico. Secondo la teoria bembiana e per gli umanisti del Cinquecento, Petrarca è un modello connesso al concetto di imitatio, così come ci si era affidati precedentemente ai poeti latini. Merito del Bembo è di aver considerato il linguaggio di Petrarca non legato al toscano, ma all'italiano nazionale oltre che al provenzale e, più addietro ancora, al latino (risolvendo in questo modo la rivalità tra italiano e latino che nasceva spontaneamente con il concetto di imitatio). Pietro Bembo è importante anche perché stilò la classifica dei tre autori più influenti nella cultura toscana: Petrarca, Boccaccio, Dante.
Nell'elaborazione del petrarchismo il Bembo delinea il concetto d'amore platonico che si risolve nel desiderio e nella contemplazione di una bellezza tutta ideale. Il vero amore deve tendere alla perfezione; in questo senso «bisogna evitare gli inutili amori mondani per cercare una felicità e una serenità immutabili, che soltanto l'amore più alto può dare, cioè quello divino». Questo concetto influenzò in modo significativo la lirica amorosa e perfino il modo di pensare di tutto il Cinquecento e venne rivisitato e ripreso nei secoli successivi. In particolare il petrarchismo, durante l'epoca del Manierismo europeo, diventò un simbolo per la ricerca di una bellezza eterna legata alla creazione di una forma poetica. Il petrarchismo fu visto in questo periodo come il veicolo per eccellenza di una poesia che racchiudesse in sé verità e bellezza, dottrina e genio inventivo: la lucidità, la forma e il distacco favoriscono la ricerca di universalità dell'espressione creatrice.
Petrarca e il petrarchismo hanno trovato fortuna anche nel Novecento. Gianni Pozzi ha infatti individuato i cosiddetti "petrarchisti dell'ermetismo" in Alfonso Gatto, Libero de Libero, Mario Luzi, Leonardo Sinisgalli e Corrado Pavolini. I più dotati, secondo il critico, furono Gatto, Piero Bigongiari, Sinisgalli, Luzi, Alessandro Parronchi e Vittorio Sereni, poiché seppero meglio accentuare i ritmi melodici e la "musica delle parole", evitando sterili ripetizioni formali. Importantissima l'influenza petrarchista sulla formazione e i motivi poetici del poeta romantico sloveno France Prešeren, considerato il fondatore della letteratura slovena moderna.